# 長内厚
長内 厚（おさない あつし、1972年 - ）は、日本の経営学者。東京都出身。京都大学経済学部卒業。京都大学博士(経済学)。早稲田大学ビジネススクール（早稲田大学大学院経営管理研究科）教授。早稲田大学商学学術院自己点検・評価担当学術院長補佐。総務省情報通信審議会専門委員。大阪府豊中市経営戦略委員。フジテレビLive News αレギュラーコメンテーター。学校法人ソニー学園湘北短期大学総合研究センター副センター長。ベトナム国立外国貿易大学客員教授。ビジネス・ブレークスルー大学大学院客員教授。九州大学大学院経済学府客員教授。早稲田大学台湾研究所研究員。早稲田大学WBS研究センターイノベーション戦略研究部会長。これまでハーバード大学客員研究員、台湾東海大学客員教授、中国大連東軟信息学院客員教授、日本台湾交流協会日台ビジネスアライアンス委員、ソニー株式会社外部アドバイザー、ハウス食品中央研究所顧問などを歴任。マネージメントは株式会社アンダーパレスが行っている。YouTubeチャンネル『長内の部屋』を開設し、積極的に発信を行っている。

## 人物
主な研究領域は技術経営、経営戦略論。
研究課題は顧客価値創造とR&Dのマネジメント、およびダイバーシティマネジメント。
早稲田大学ビジネススクールでは夜間主総合プログラム「イノベーション戦略研究ゼミ」、全日制グローバルプログラム「日本のイノベーション戦略研究ゼミ」を担当。ゼミでは台湾企業との共同商品開発プロジェクトなどを行う。

## 略歴

### 学歴
- 1991年3月 東京工業大学工学部附属工業高等学校電子科卒業
- 1992年4月 京都大学経済学部入学
- 1997年3月 京都大学経済学部経済学科卒業
- 2001年4月 筑波大学大学院ビジネス科学研究科博士前期課程経営システム科学専攻入学
- 2004年3月 筑波大学大学院ビジネス科学研究科博士前期課程経営システム科学専攻修了（修士（経営学））
- 2004年4月 京都大学大学院経済学研究科ビジネス科学専攻博士後期課程編入学
- 2007年3月 京都大学大学院経済学研究科ビジネス科学専攻博士後期課程修了（博士（経済学））

### 職歴
- 1997年4月 ソニー株式会社入社
- 2004年5月 ソニー株式会社特別休職（業務留学）
- 2005年10月 奇美実業グループ新視代科技股分有限公司（台湾）総経理室　上席研究員（非常勤）
- 2006年10月 ビジネス・ブレークスルー大学院大学　客員研究員
- 2007年
  - 3月 ソニー株式会社退職
  - 4月 神戸大学経済経営研究所准教授着任
  - 4月　ソニー株式会社外部アドバイザー
- 2011年
  - 3月 神戸大学退職
  - 4月 早稲田大学商学学術院 商学研究科ビジネス専攻 准教授
- 2016年4月
  - 早稲田大学ビジネススクール（早稲田大学商学学術院経営管理研究科）教授
  - ビジネス・ブレークスルー大学大学院大学客員教授
- 2016年7月
  - ハーバード大学客員研究員(2017年5月まで)
- 2017年6月
  - 台湾東海大学客員教授(2018年3月まで)
- 2021年4月
  - 大阪府豊中市経営改革専門委員
- 2022年4月
  - ベトナム国立外国貿易大学ハノイ校客員教授
  - 学校法人ソニー学園湘北短期大学総合研究センター副センター長
- 2022年5月
  - 中国大連東軟信息学院客員教授(2023年2月まで)
- 2023年1月
  - 総務省情報通信審議会専門委員

### 学外における役職
- ビジネス・ブレークスルー大学院大学客員教授（2016年4月～現在）
- 組織学会広報委員会担当評議員（2015年9月～現在）
- 組織学会『組織科学』シニア・エディター（2013年9月～現在）
- 公益財団法人交流協会貿易経済部・日台ビジネスアライアンス委員（2009年～現在）
- ハウス食品グループ本社株式会社・中央研究所顧問（2009年～現在）
- 県立広島大学経営情報学部非常勤講師（2008年度～現在）

### 過去の役職
- 組織学会広報委員（2013年9月～2015年8月）
- 国際戦略経営研究学会理事（2011年9月～2015年8月）
- 社団法人映像情報メディア学会編集委員会（論文部門委員会）部門委員（2010年2月～2014年）
- 神戸市総合基本計画調査主任会議専門委員（2010年度）
- 組織学会編集委員会担当評議員・『組織科学』副編集長（2009年10月～2013年8月）
- 社団法人映像情報メディア学会ものづくり価値革新研究分科会委員（2009年4月～2012年）
- 組織学会50周年記念事業検討ワーキンググループ委員（2008年10月～2009年8月）
- 組織学会編集委員会幹事（2008年6月～2009年8月）
- 筑波大学大学院ビジネス科学研究科非常勤講師（2008年度～2010年度）
- ソニー株式会社品質プロジェクト室アドバイザー（2007年～2008年）
- 台湾奇美実業グループ新視代科技顧問（2007年～2008年）
- 社団法人映像情報メディア学会アントレプナー・エンジニアリング研究会幹事（2007年4月～2014年）
- 台湾奇美実業グループ新視代科技上席研究員（2005～2007年）[3]
- 社団法人映像情報メディア学会マルチメディア・アントレプナーエンジニアリング研究会委員（2005年10月～現在）
- ビジネス・ブレークスルー大学院大学非常勤講師（2007年4月～2008年3月）

## 著書・論文

### 書籍
- 長内厚・神吉直人編著『台湾エレクトロニクス産業のものづくり』白桃書房
- 長内厚・榊原清則編著『アフターマーケット戦略』白桃書房
- 長内厚・水野由香里・中本龍市・鈴木信貴『イノベーション・マネジメント』中央経済社
- 『読まずにわかる！ 「経営学」イラスト講義』宝島社

### 主な論文
- "Ambidextrous Management of High-Technology and Low-Medium Technology," Waseda Business & Economic Studies, No. 51.
- 「外科手術の術式開発における意味的価値の創造」『組織科学』Vol. 49, No. 3.
- 「デザイン価値の創造」『一橋ビジネスレビュー』Vol. 62, No. 4.（延岡健太郎・木村めぐみと共著）
- 「ロバストな技術経営とコモディティ化」『映像情報メディア学会誌』Vol. 65, No. 8（榊原清則と共著）
- 「東アジアのエレクトロニクス産業に与える海峡両岸経済協力枠組取決め（ECFA）の影響」『組織科学』Vol. 45, No. 2（中本龍市・伊藤信悟と共著）
- 「規格間ブリッジ」『国民経済雑誌』Vol. 203, No. 4（伊吹勇亮・中本龍市と共著）
- 「オプション型並行技術開発－台湾奇美グループの液晶テレビ開発事例－」『組織科学』Vol. 43, No. 2.

## 出演

### テレビ
- Live News α（フジテレビ） - レギュラーコメンテーター
- 報道1930（BS-TBS）
- クローズアップ現代＋（NHK）
- あさパラS（読売テレビ）
- 週刊報道Bizストリート（BS-TBS）
- 国際報道（NHK BS1）
- 日経プラス10サタデー（BSテレ東）
- 日経FTサタデー9（BSテレ東）
- 情報ライブ ミヤネ屋（読売テレビ）
- ひるおび（TBS）
- あさチャン！（TBS）
- news zero（日本テレビ）
- 真相報道バンキシャ！（日本テレビ）
- 報道ステーション（テレビ朝日）
- グッド！モーニング（テレビ朝日）
- ワールドビジネスサテライト（テレビ東京）
- 田村淳の訊きたい放題！（TOKYO MX）
- 日経スペシャル 関西リーダー列伝（テレビ大阪）
- 教えて！ニュースライブ 正義のミカタ（ABCテレビ）
- Asian View（NHK WORLD）
- NIKKEI NEWS NEXT（BSテレ東）
- 報道ライブ インサイドOUT（BS11）

など

### ラジオ
- Blue Ocean（TOKYO FM）
- 馬渕・渡辺の#ビジトピ（TOYKO FM）
- 荻上チキSession22（TBSラジオ）
- Jam the WORLD（J-WAVE）
- 村上信五くんと経済クン（文化放送）
- 長野智子アップデート（文化放送）
- OH！HAPPY MORNING（JFN）
- 上泉雄一のええなぁ！（MBSラジオ）

など

### WEB
- WORLD DECORDER（TBS CROSS DIG with Bloomberg）
- 村上学縁　Class　Ⅳ-半導体からはじめるイノベーションの作り方-

## 連載
- 長内 厚のエレキの深層（ダイヤモンド・オンライン）
- まんがでマネジメント（講談社『with』『with digital』）